# The Bombing - La battaglia di Chongqing
The Bombing - La battaglia di Chongqing (Inglese: Air Strike, cinese: 大轰炸; pinyin: Dà Hōngzhà) è un film del 2018 diretto da Xiao Feng e incentrato sull'aggressione giapponese alla città cinese di Chongqing durante la Seconda guerra mondiale.

## Trama
Ambientato nel 1943 durante la seconda guerra mondiale, il film ruota attorno al bombardamento giapponese di Chongqing, iniziato nel 1938.

## Produzione
Il film vede la partecipazione di Liu Ye, Bruce Willis, Song Seung-heon e William Chan, con apparizioni speciali di Nicholas Tse, Fan Bingbing e molti altri. Le riprese principali sono iniziate nel maggio 2015 a Shanghai, in Cina.